# Івічно
Івічно (пол. Iwiczno, нім. Iwitzno) — село в Польщі, у гміні Каліська Староґардського повіту Поморського воєводства.
Населення — 287 осіб (2011).

## Демографія
Демографічна структура станом на 31 березня 2011 року:
|          | Загалом | Допрацездатний вік | Працездатний вік | Постпрацездатний вік |
| -------- | ------- | ------------------ | ---------------- | -------------------- |
| Чоловіки | 138     | 33                 | 95               | 10                   |
| Жінки    | 149     | 38                 | 85               | 26                   |
| Разом    | 287     | 71                 | 180              | 36                   |